# Ха-бі-аси
«Ха-бі-аси» (рос. «Ха-би-ассы») — радянський комедійний художній фільм 1990 року режисера Анатолія Матешка.

## Сюжет
Крим. Останні роки радянського періоду. Дезертира — литовця Мікаса намагаються зловити військові, що порушує плани місцевої міліції, яка в повному складі розважається полюванням на скажених лисиць.
Дівчина Маша виїхала автостопом до неіснуючого брата в Балаклаву, насправді — просто на море. Вона жартує з дивним водієм стародавнього «Москвича» про плем'я «схожих на махновців» хабіасів і мало не стає жертвою його недвозначних намірів. Маші вдається втекти від невдалого залицяльника, якого налякали звуки полювання, просто на зустріч із Федором, «вільним міліціонером». Згодом їх попутником стає Мікас…

## У ролях
- Олена Корікова —  Маша
- Ігор Лях —  Федько
- Таурас Чижас —  Мікас
- Володимир Машков —  «хабіасс»
- Валентин Букін —  полковник Біденко
- Ігор Стариков —  полковник Маслов
- Анатолій Матешко
- Юрій Рудченко —  Санько, майор міліції
- Микита Висоцький —  Суздальцев, командир взводу
- Аркадій Висоцький
- Людмила Лобза
- Юрій Потапенко
- Віктор Сарайкін
- Е. Спрогіте
- А. Федоровський
- Володимир Чубарєв
- Микола Цуцура
- Лариса Шінова
- Костянтин Карносс

## Творча група
- Автор сценарію: Аркадій Висоцький
- Режисер-постановник: Анатолій Матешко
- Оператор-постановник: Олег Маслов-Лисичкін
- Композитор: Володимир Бистряков